# Chapelle des Saints-Apôtres de Bagnolet
La chapelle des Saints-Apôtres, située au 9, rue des Loriettes à Bagnolet, est une chapelle affectée au culte catholique, construite au XXe siècle. Elle est aussi appelée chapelle des Loriettes.

## Historique
Cette chapelle est construite pendant la deuxième moitié du XXe siècle.